# 캐나다 철도박물관

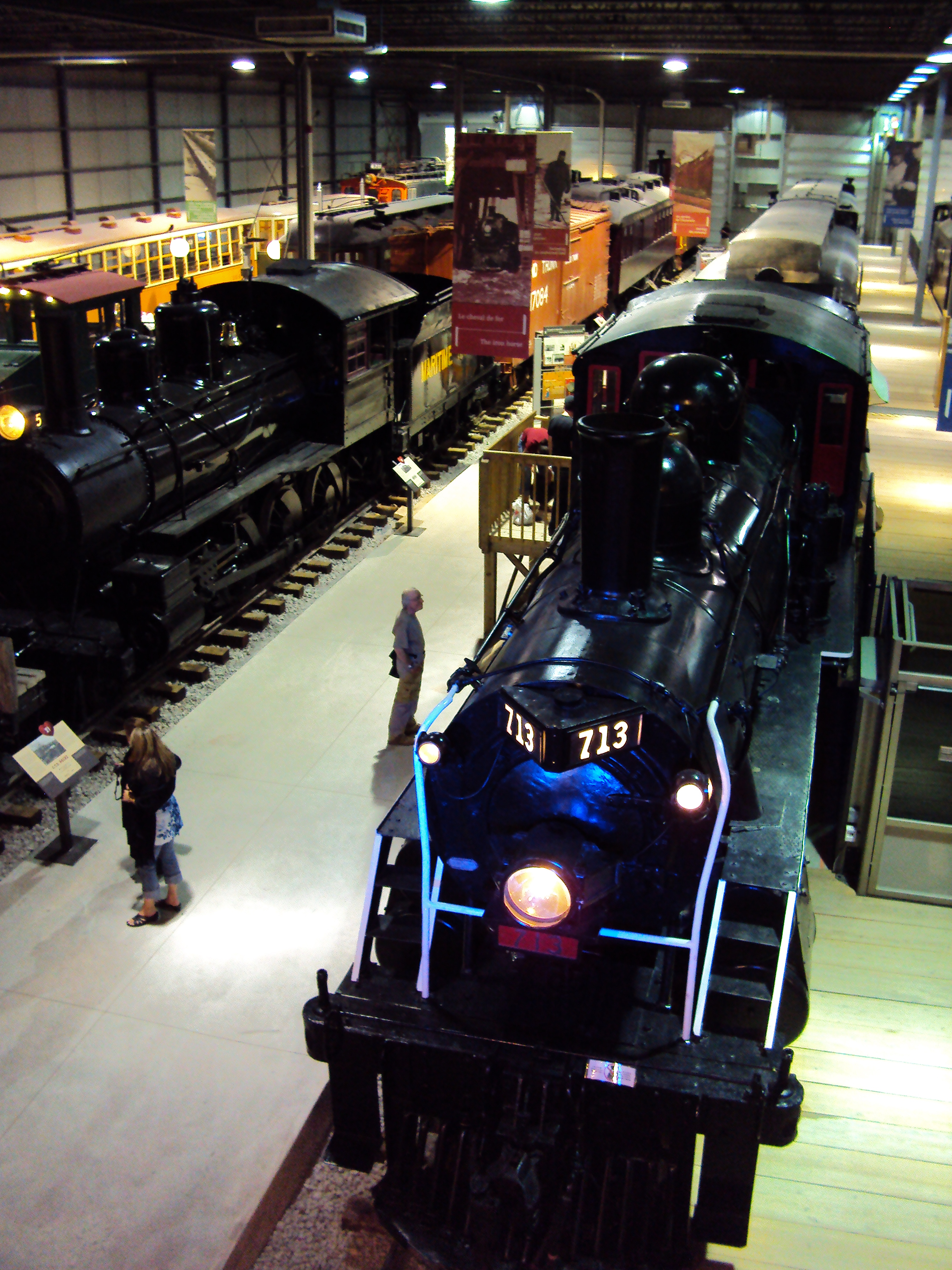
캐나다 철도박물관

캐나다 철도박물관(영어: Canadian Railway Museum)은 캐나다 퀘벡주에 있는 철도 박물관이다.

## 같이 보기
- 캐나디안 퍼시픽 철도